# Східний Кеї-Кечил
Східний Кеї́-Кечи́л (індонез. Kei Kecil Timur) — один з 6 районів округу Південно-Східне Малуку провінції Малуку у складі Індонезії. Розташований на південному-сході острова Кеї-Кечил. Адміністративний центр — село Ваїн.
Населення — 14544 особи (2012; 10674 в 2010).

## Адміністративний поділ
До складу району входять 13 сіл:
| Населений пункт        | Населення, осіб (2010) |
| ---------------------- | ---------------------- |
| Абеан, село            | 783                    |
| Ваїн, село             | 2016                   |
| Данар-Тернате, село    | 1184                   |
| Елаар-Ламагоранг, село | 502                    |
| Елаар-Лет, село        | 752                    |
| Лумефар, село          | 235                    |
| Мастур, село           | 1869                   |
| Нгурсоїн, село         | 371                    |
| Охоїнол, село          | 385                    |
| Охоїсеб, село          | 1170                   |
| Раат, село             | 128                    |
| Ревав, село            | 568                    |
| Румат, село            | 711                    |